# Aslıhanlar, Aslanapa
Aslıhanlar là một xã thuộc huyện Aslanapa, tỉnh Kütahya, Thổ Nhĩ Kỳ. Dân số thời điểm năm 2008 là 439 người.